# Лебединський Ігор Леонідович
Ігор Леонідович Лебединський (нар. 8 серпня 1926, Ленінград - 17 вересня 2010, там само) — російський і український перекладач і мистецтвознавець. Доктор економічних наук, професор. Працював в Інституті кіно та телебачення (Санкт-Петербург). Член Національної спілки письменників України.
Закінчив факультет арабської мови Ленінградського університету та Ленінградський інститут економічної промисловості. Писав російською та українською мовами. Переклав українською мовою твори арабських письменників Д. Зейдана, М. Нуайме, М. Дарвіша, Т. Канафані та ін. (у співавторстві з Тетяною Лебединською). Автор праць в журналах Росії та України про видатних українських та російських письменників, художників, композиторів.